# 양양중학교
양양중학교(襄陽中學校)는 대한민국 강원특별자치도 양양군 양양읍 서문리에 있는 공립 중학교이다.

## 학교 연혁
- 1954년 12월 31일 : 양양여자중학교 3학급 인가
- 1955년 3월 3일 : 제1회 졸업식 거행(졸업생 25명)
- 1985년 11월 30일 : 특수학급 1학급 인가
- 2007년 3월 1일 : 양양여자중학교 10학급 인가
- 2019년 3월 1일 : 양양지역 중학교 통·폐합(양양여자중학교, 양양중학교)
- 2019년 3월 1일 : 양양여자중학교 교명 변경 → 양양중학교
- 2023년 3월 1일 : 제4대 이상익 교장 취임
- 2025년 1월 8일 : 제71회 졸업식(졸업생 122명, 누계 9,664명)
- 2025년 3월 4일 : 2025학년도 입학식(5학급 124명)

## 참고 자료
- 양양중학교 - 한국교육학술정보원 학교알리미